# Ben (canción)
«Ben» es una canción escrita por Don Black y Walter Scharf, grabada por el adolescente Michael Jackson para la discográfica Motown en 1972.
El sencillo, tema de la película de 1972 Ben, la rata asesina (secuela de Willard), estuvo una semana en la máxima posición de la lista Billboard Pop Singles. También alcanzó el primer lugar en Australia y el séptimo en el Reino Unido. Ésta sería la primera de trece canciones de Michael Jackson en llegar al número uno en Estados Unidos.
La canción ganó un Globo de Oro por mejor canción original y estuvo nominada para un Óscar por mejor canción original.

## Antecedentes
"Ben" fue escrita originalmente para Donny Osmond, pero éste se encontraba de gira en ese momento y no estaba disponible para la grabación, por lo que Black y Scharf le ofrecieron la canción a Jackson en su lugar. Además de su semana en el número 1 en Estados Unidos, la canción también alcanzó el número 7 en la lista de éxitos del pop británico. También fue nominada al Premio de la Academia a la Mejor Canción Original en 1973; Jackson interpretó la canción ante un público en directo en la ceremonia.
Aunque Jackson ya se había convertido en el artista más joven en grabar un número 1 ("I Want You Back" con The Jackson 5, en 1970), "Ben" le convirtió en el tercer artista en solitario más joven, con 14 años, en conseguir un número 1. Sólo Stevie Wonder, que tenía 13 años cuando "Fingertips" llegó al número 1, y Osmond, a quien le faltaban meses para cumplir 14 años cuando "Go Away Little Girl" alcanzó el número 1 en 1971, eran más jóvenes. La canción es una de las más reeditadas de Jackson, habiendo aparecido en The Jackson 5 Anthology, The Best of Michael Jackson, 18 Greatest Hits, Michael Jackson Anthology, Jackson 5: The Ultimate Collection, The Essential Michael Jackson, Michael Jackson: The Ultimate Collection, Hello World: The Motown Solo Collection, The Definitive Collection, The Jacksons Story, la versión norteamericana de Number Ones (aunque aquí es la versión en directo de 1981), algunas versiones de King of Pop e Icon.  
Se publicó una versión grabada en directo en el álbum de 1981 The Jacksons Live! y han aparecido versiones remezcladas en The Remix Suite, The Stripped Mixes y algunas versiones de Immortal. Tras la muerte de Jackson, el cantante Akon lanzó una remezcla de la canción con sus propias voces de fondo y el solo vocal original de Jackson.  

## Charts

### Charts semanales
| Chart (1972)                            | Posición máxima |
| --------------------------------------- | --------------- |
| KMR australiano                         | 1               |
| Canadá RPM Top Singles                  | 6               |
| Canadá RPM Adult Contemporary           | 13              |
| Lista de sencillos sudafricana          | 14              |
| UK Singles (OCC)                        | 7               |
| US Billboard Hot 100                    | 1               |
| Billboard Adult Contemporary de EE. UU. | 3               |
| Cash Box Top 100 de EE. UU.             | 2               |

| Chart (1973)                 | Posición máxima |
| ---------------------------- | --------------- |
| Lista de sencillos irlandesa | 15              |
| Nueva Zelanda (oyente)       | 18              |

| Chart (2009)                              | Posición máxima |
| ----------------------------------------- | --------------- |
| Lista de sencillos de la ARIA australiana | 14              |
| Lista de sencillos irlandesa              | 24              |
| Lista de sencillos del Reino Unido        | 46              |

### Charts de fin de año
| Chart (1972)                        | Rank |
| ----------------------------------- | ---- |
| Canadá                              | 18   |
| Billboard Hot 100 de Estados Unidos | 20   |
| Caja estadounidense                 | 45   |

| Chart (1973) | Rank |
| ------------ | ---- |
| Australia    | 12   |

## Recepción de la crítica
El editor de AllMusic, Lindsay Planer, escribió sobre el éxito de la canción: "Al igual que gran parte del imperio Motown de la época, la exposición multimedia de la canción principal, junto con un fuerte atractivo transversal, hizo que "Ben" consiguiera que el artista alcanzara su primer éxito en las listas de Pop Singles" y destacó el tema. El editor de Rolling Stone Vince Aletti no estaba satisfecho: "La canción que da título al disco es preciosa, sin duda, y Michael la llena de una sorprendente cantidad de sentimiento (su interpretación de "They don't see you as I do/I wish they would try to" todavía me hace llorar), pero es un poco demasiado espesa para mi gusto".

## Versión de Marti Webb
En 1985, la canción volvió a ser un éxito del top 10 en el Reino Unido cuando fue versionada por Marti Webb. como homenaje a Ben Hardwick, un joven paciente de trasplante de hígado. Esta versión alcanzó el número 5 en la lista de sencillos del Reino Unido y fue uno de los mayores éxitos de la cantante. El letrista de la canción, Don Black, era en ese momento el representante de Webb.